# Jacques Obozinski

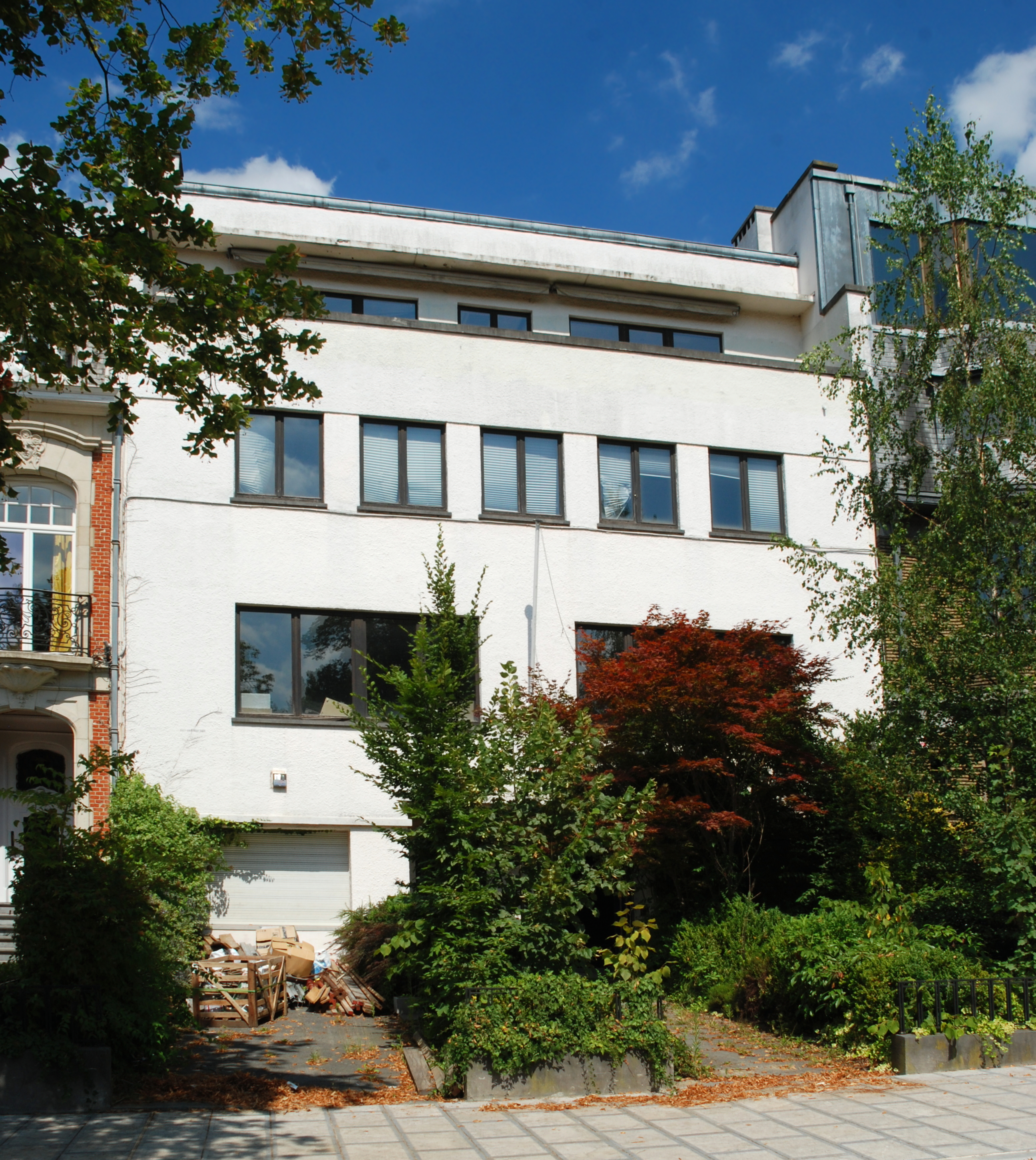
Maison Émile Janson (1928).

Jacques Michel Obozinski, né à Saint-Gilles (Bruxelles) le 30 décembre 1890, et mort le 2 juillet 1981 à Namur, est un architecte moderniste belge d'origine franco-polonaise.
Il fut l'élève de l'architecte Art nouveau et Art déco bruxellois Jean-Baptiste Dewin, comme le furent Jean-Jules Eggericx et Louis-Herman De Koninck.

## Biographie

### Famille et enfance
Jacques Obozinski est le fruit de l'union de Louis-Jean Obozinski, issu d'une lignée franco-polonaise, et de Jeanne Gérard, une jeune fille wallonne. Son père, docteur en droit de formation, était franc-maçon, avocat à la cour d'appel et échevin des travaux publics à la commune de Saint-Gilles. Jacques Obozinski écrit un court mémoire sur ses ancêtres où il décrit son père comme un homme de grand cœur, libéral progressiste et désintéressé. Il se souvient l'accompagnant sur le chantier du nouvel hôtel communal de Saint-Gilles, bâtiment prestigieux rempli d'œuvres d'art qui évoquent l'esprit des lumières de l'époque. Louis-Jean Obozinski meurt en 1901, l'année de la naissance d'Yvan le frère de Jacques. Cette mort tragique frappe brutalement la famille Obozinski et la laisse dans la misère. Jeanne Gérard se voit ainsi obligée de déménager avec ses enfants, un oncle et des cousins, dans un quartier semi-ouvrier dans le bas de Saint-Gilles.
Jacques Obozinski fréquente l'Athénée de Saint-Gilles, mais son parcours scolaire est ponctué d'échecs fréquents, néanmoins il montre déjà des aptitudes en dessin remarquables.

### Formation en architecture et la guerre 14-18
En 1907, à la suite de ses insuccès scolaires à l'Athénée de Saint-Gilles, Jacques Obozinski est introduit en tant qu'apprenti dans les bureaux de Jean-Baptiste Dewin, mais entre en conflit avec celui-ci et quitte le bureau. En 1909, il réussit l'examen d'entrée à l'Académie royale des Beaux-arts de Bruxelles grâce à un camarade dont il manifeste une grande reconnaissance : « grâce à lui, la géométrie et l'algèbre qui me semblaient incompréhensibles à l'Athénée, m'amusent et m'intéressent ». Ainsi il entame ses études d'architecture au cours desquelles il rencontre des professeurs comme Victor Horta et Louis de Vestel. Il finit ses études en 1913 et dès 1914 Fernand Petit l'embauche au sein de son bureau comme stagiaire. Il se marie avec Madeleine Constant, le 31 juillet 1914, fille d'amis de la famille. Le lendemain de son mariage, il est appelé à rejoindre son unité d'armée et entre en guerre pour son pays. La guerre 14-18 s'avère très cruelle pour lui, il se blesse deux fois et revient avec une invalidité à 90 %. Pour ses services lors du conflit il reçoit la Croix de Feu, la Croix de Guerre avec Palme et Lion ainsi que la Croix de l'Yser. Après les hostilités, il retourne travailler dans le bureau de Fernand Petit avec qui il se lie d'amitié. Leur collaboration s'étend jusqu'en 1926, période au cours de laquelle, ils travailleront à la reconstruction des villages flamands de Boesinghe et Brielen ainsi qu'à la construction des Halles « America » boulevard de Dixmude.

### Premières réalisations et exposition 1935
Le premier projet signé Jacques Obozinski voit le jour lors de la construction de sa maison personnelle, au 366 avenue Brugmann, en 1922. Celle-ci, mitoyenne, se compose de 4 étages et présente un style sobre et soigné qui se démarque de l'art déco en ascension sur l'architecture bruxelloise à cette époque. Elle présente une absence totale d'ornementation, mais son expressivité se dégage du jeu de pleins et de vides de sa façade. Elle traduit sa vision architecturale et le rapproche davantage du courant moderniste qui gagne également de l'influence partout en Europe. Son activité professionnelle se développe ensuite grâce à la construction de diverses maisons et villas. L'utilisation de la brique et la recherche d'une géométrie rigoureuse dans ses premières œuvres caractérisent son architecture comme « modernisme empreint de classicisme ». Il fait néanmoins preuve, tout au long de sa carrière d'un grand éclectisme, montrant une forte capacité à travailler aussi bien la brique, le béton armé, le métal ainsi que le verre. Comme l'attestent l'école construite au 33 avenue de l'Échevinage, la maison bâtie pour Émile Janson au 56 avenue Franklin Roosevelt ou les deux maisons édifiées pour M. Van de Ven au 72 avenue Nestor Plissard (en collaboration avec Jean de Ligne).
En 1930, il devient membre effectif au sein de la S.C.A.B., coopération qui durera jusqu'en 1967 où il devient membre honoraire. 
Jacques Obozinski est désigné pour réaliser le pavillon de la Collectivité des industries du Cuir à l'Exposition de 1935 à Bruxelles. Ces deux évènements lui permettent de gagner en visibilité au sein du paysage architectural bruxellois et ainsi pouvoir réaliser des projets de plus grande envergure par la suite.

### Immeubles de bureaux et Exposition universelle de Bruxelles 1958
La construction de maisons tient une part importante de sa production, mais ce seront les immeubles de bureaux édifiés avec son frère Yvan, qui vont occuper sa fin de carrière. En 1947, la construction des immeubles de l'ONSS (Office national de la sécurité sociale), rue du prince royal marque le début de la collaboration entre les deux frères. Ce sera aussi leur entrée dans les commandes publiques. En 1954 avec le bâtiment de l'OND (Office National Ducroire), square de Meeûs, ils montrent leur sens des belles proportions ainsi que leur haute connaissance technique.
Lors de l'exposition Universelle de Bruxelles en 1958, Jacques Obozinski est choisi pour réaliser le pavillon de la police ainsi que le pavillon du marbre. Avec ce dernier, il travaille le marbre avec grande finesse. La façade de la salle d'exposition est revêtue de marbres belges ce qui donne aux produits belges une place prépondérante. À l'intérieur, un patchwork de différents marbres habille le sol et les murs ce qui illustre sa capacité à trouver l'harmonie même avec des éléments hétérogènes.
En 1960, la construction d'un immeuble de bureaux pour la CCPE (Caisse Coloniale pour Pensions et allocations familiales des Employés) situé place Poelaert, en collaboration avec son frère, marque la fin de sa carrière. Il s'agit du projet le plus important de sa carrière non seulement en matière de volume, mais aussi par sa situation en plein cœur de Bruxelles. Ce bâtiment reflète la place acquise par Jacques Obozinski au sein du paysage architectural belge.

### Pensée moderniste
Ses confrères voient le style de Jacques Obozinski comme un « modernisme empreint de classicisme ». Bien qu'il porte une vision moderniste de l'architecture, résumer son œuvre architecturale à un seul style semble quelque peu réducteur. Pour lui un architecte doit évoluer constamment et doit pouvoir s'adapter à son temps, aux technologies mises à sa disposition comme il le publie dans la revue Le Document (n0 86, 1931) :
« L'heure est grande, ton heure sache la saisir ! À temps nouveaux, moyens nouveaux solutions nouvelles. Adapte-toi comme se sont adaptés tes ancêtres qui firent la cité lacustre, ceux qui firent le temple,… la cathédrale,… le château-fort, ceux qui dans une volonté d'ordre firent les grands ensembles urbains du XVIIIe siècle. Ton idéal d'organisation, de franchise, de discipline, d'esthétique s'appuieront sur les bases naturelles d'hygiène, de confort, d'emploi logique de ce que tu possèdes pour construire. Tu atteindras la beauté, toi et tes frères, si tu es imbu de cette tradition. » 
Georges Marlow, en parlant des frères Obozinski, les met en valeur dans un article paru dans la revue Savoir et Beauté (n0 9, 1930) :
« … que malgré l'école à laquelle ils se rattachent et certains points de contact avec d'autres architectes d'aujourd'hui, ils gardent assez d'indépendance, d'originalité pour imprimer leur signature à des œuvres hardies sans doute, mais promises par leur ordonnance, leur gout et leur discipline, à toutes les certitudes de la durée ». 

## Société Centrale des Architectes de Belgique S.C.A.B.
Jacques Obozinski est un architecte dévoué à son métier, en 1930 il devient membre effectif de la S.C.A.B. (Société Centrale des Architectes de Belgique) où il peut porter sa vision de la profession. Son parcours au sein de la S.C.A.B. sera accompli au travers de nombreux postes, où se distinguent les postes de directeur du comité de l'urbanisme (1945-1946) et de directeur du comité des concours publics (1950-1966). En 1955, il reçoit la plaquette de bronze de la société pour fêter le 25e anniversaire de son entrée à la S.C.A.B. Il devient enfin membre honoraire en 1967.                            
- 1930 – Membre effectif
- 1932 et 1933 – Conseiller (Comité directeur)
- 1934 et 1935 – Secrétaire (Comité Directeur)
- 1936 à 1966 – Membre du comité des concours publics
- 1936 à 1944 – Membre du comité de l'Urbanisme
- 1940 à 1943 – Conseiller (Conseil de direction)
- 1943 et 1944 – Membre de la commission de la reconstruction, de l'urbanisme et de la répartition des travaux
- 1944 à 1947 – Membre du service de la propagande
- 1945 et 1946 – Directeur du comité de l'urbanisme
- 1945 – Délégué S.C.A.B. concours de jambe (urbanisation)
- 1946 – Membre de la commission mixte « combustibles économie »avec la Société Belge des Ingénieurs et Industriels.
- 1955 – Reçoit la plaquette-bronze de la S.C.A.B. à l'occasion du 25e anniversaire de son entrée.
- 1955 à 1958 – Membre du comité colonial
- 1965 – Membre du jury du concours organisé par la S.C.A.B., sous le patronage de la commune de Schaerbeek, pour la reconstruction d'un mémorial à Philippe Baucq.
- 1967 – Membre honoraire

## Réalisations modernistes
- 1921 : Maison personnelle de Jacques Obozinski, avenue Brugmann 366 à Uccle[15] ;
- 1923-1924 : avenue Brugmann 382 à Uccle[15] ;
- 1923-1924 : avenue de la Ramée 10 à Uccle[15] ;
- 1923-1924 : avenue de l'Échevinage 33 à Uccle[15] ;
- 1925 : Halles "America" 25-29 boulevard de Dixmude (avec Fernand Petit)[6] ;
- 1927 : chaussée de Charleroi 119 à Saint-Gilles (modernisme mitigé d'Art déco)[16] ;
- 1928 : Maison Émile Janson, avenue Franklin Roosevelt 56[17] ;
- 1929 : Maison 64 rue Gabrielle ;
- 1930 : Maison minimum 124 rue Basse[18];
- 1932 : Villa avenue Huart-Hamoir (démolie) ;
- 1932 : Deux maisons pour M. Van de Ven 72 avenue Nestor Plissart (avec Jean de Ligne)[8] ;
- 1932 : Maison-atelier du peintre Jean Borin, avenue Nestor Plissart 92 à Woluwe-Saint-Pierre[19] ;
- 1933 : Maison 134 rue Basse[20];
- 1934 : Maison pour la sculpteur Denise Hartog, 103 rue Edith Cavell ;
- 1935 : Immeuble à appartement, avenue Montjoie 127 à Uccle (avec Stanislas Jasinski) ;
- 1935 : Pavillon du cuir, exposition Universelle de Bruxelles 1935 ;
- 1935 : Maison pour le docteur Lavand'Homme 84 avenue Paul Deschanel[21];
- 1937 : Maison de M. F. Leys 28 rue de l'Abbaye ;
- 1937 : transformation dans le style moderniste du bâtiment situé rue Saint-Bernard 23-25-27[22] ;
- 1938 : Maison 251 avenue des Croix du Feu ;
- 1947 : Immeuble de Bureaux pour l'O.N.S.S. 96-102 rue du Prince Royal ;
- 1949 : Immeuble de bureaux à l'angle de l'avenue Louise 194 et de la rue Paul Spaak 34 (avec Yvan Obozinski)[23] ;
- 1954 : Immeuble de bureaux pour l'Office National du Ducroire square de Meeûs ;
- 1958 : Pavillon de la Police, Exposition Universelle de Bruxelles ;
- 1958 : Pavillon du Marbre, Exposition Universelle de Bruxelles ;
- 1960 : Immeuble de bureaux pour la Caisse Coloniale pour Pensions et allocations familiales des Employés (C.C.P.E), rue des Quatre Bras ;